# VP3
On2 TrueMotion VP3（オーエヌツーブイピースリー）は米国On2 Technologiesが開発したビデオコーデック。
2001年にVP3.2 Open Source Licenseのもとでオープンソース化され、2002年のOn2とXiph.Orgの合意により、VP3をもとに後継コーデックのTheoraを開発することが決定された。

## 利用例
- テレビ番組やビデオカメラで録画した映像の保存。
- ビデオカメラで録画した映像の配布。

## コンテナフォーマット
主にAVIやMOVが使われるが、MKV等に格納することも可能。
- (VP3+MP3).avi
- (VP3+MP3).mov
- (VP3+Vorbis).mkv